# Carbonellis xaripe
Carbonellis xaripe är en insektsart som beskrevs av Bentos-pereira 2006. Carbonellis xaripe ingår i släktet Carbonellis och familjen Proscopiidae. Inga underarter finns listade i Catalogue of Life.